# Robert de Visée
Robert de Visée (thập niên 1650-thập niên 1730) là nhà soạn nhạc, nghệ sĩ đàn lute, nghệ sĩ đàn guitar, nghệ sĩ đan theorbo và ca sĩ người Pháp. Ông là thầy giáo dạy âm nhạc của các vua Louis XIV và Louis XV. Thến nên ông còn có biệt danh là Thầy giáo guitar của vua.

## Tiểu sử
Địa điểm và ngày sinh Robert de Visée của là chưa biết. Ông có lẽ đã biết Francesco Corbetta và có thể đã được làm quen với âm nhạc của ông. Ông được đề cập lần đầu (bởi Le Gallois) vào năm 1680, và khoảng thời gian đó đã trở thành một nhạc sĩ thính phòng của Louis XIV. Năm 1709 ông được bổ nhiệm vai trò ca sĩ trong buồng của hoàng gia, và trong năm 1719, ông được mệnh danh là "Guitar Master of the King" (Maître de Guitare du Roi).

## Tác phẩm
- Livre de guitare dédié au roi (Paris, 1682)
- Livre de pièces pour la guitare (Paris 1686)
- Pièces de théorbe et de luth (Paris, 1716)